# Музей имперского города (Ротенбург-об-дер-Таубер)
Музей имперского города (нем. Reichsstadtmuseum) — краеведческий музей Ротенбург-об-дер-Таубере в Германии, экспонаты которого рассказывают про развитие культуры и искусства в Ротенбурге. Расположен по адресу Klosterhof 5.

## История
Музей имперского города Ротенбурга занимает здание бывшего женского доминиканского монастыря. Здесь в период с 1258 года до Реформации в 1544 году располагалось жилье монахинь ордена.
В 1258 году имперский повар Люпольд из Норденберга основал в месте, где сейчас расположен музей, доминиканский женский монастырь. В 1265 году церковь освятили. Строительство монастыря было завершено в XIV и XV веках. После 1554 года, когда умерла последняя монахиня монастыря, имущество было приобретено как муниципальное. Здание исполняло роль зернохранилища, дома для приходских вдов, квартиры для «монастырского администратора». Рядом с музеем расположен монастырский сад.
Здание, в котором сейчас находится Музей имперского города, городская администрация выкупила в 1933 году. После Второй мировой войны была пауза в развитии города, понадобились деньги на восстановление. Реставрационные работы начались в 1977 году, и завершились в 2006 году.

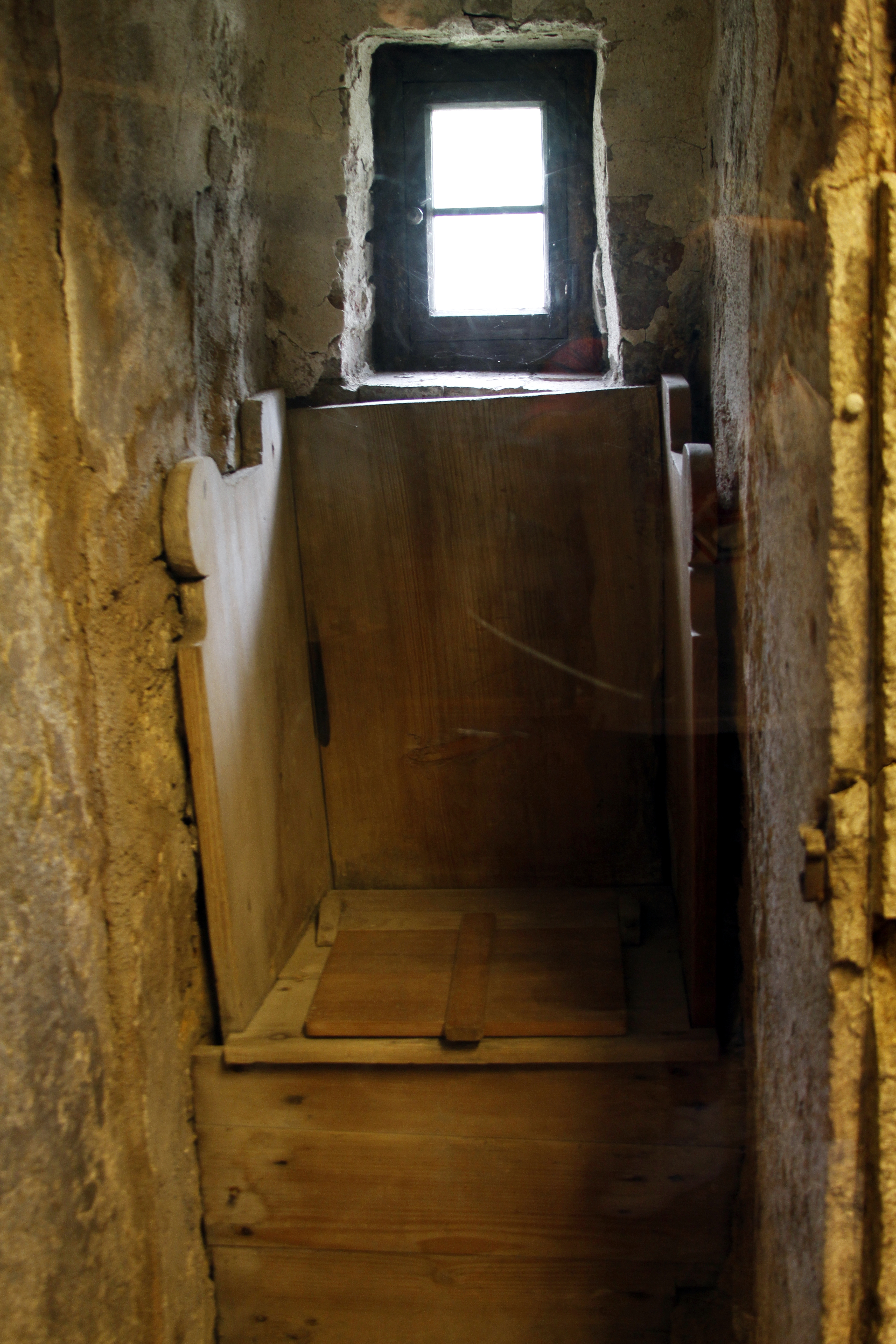
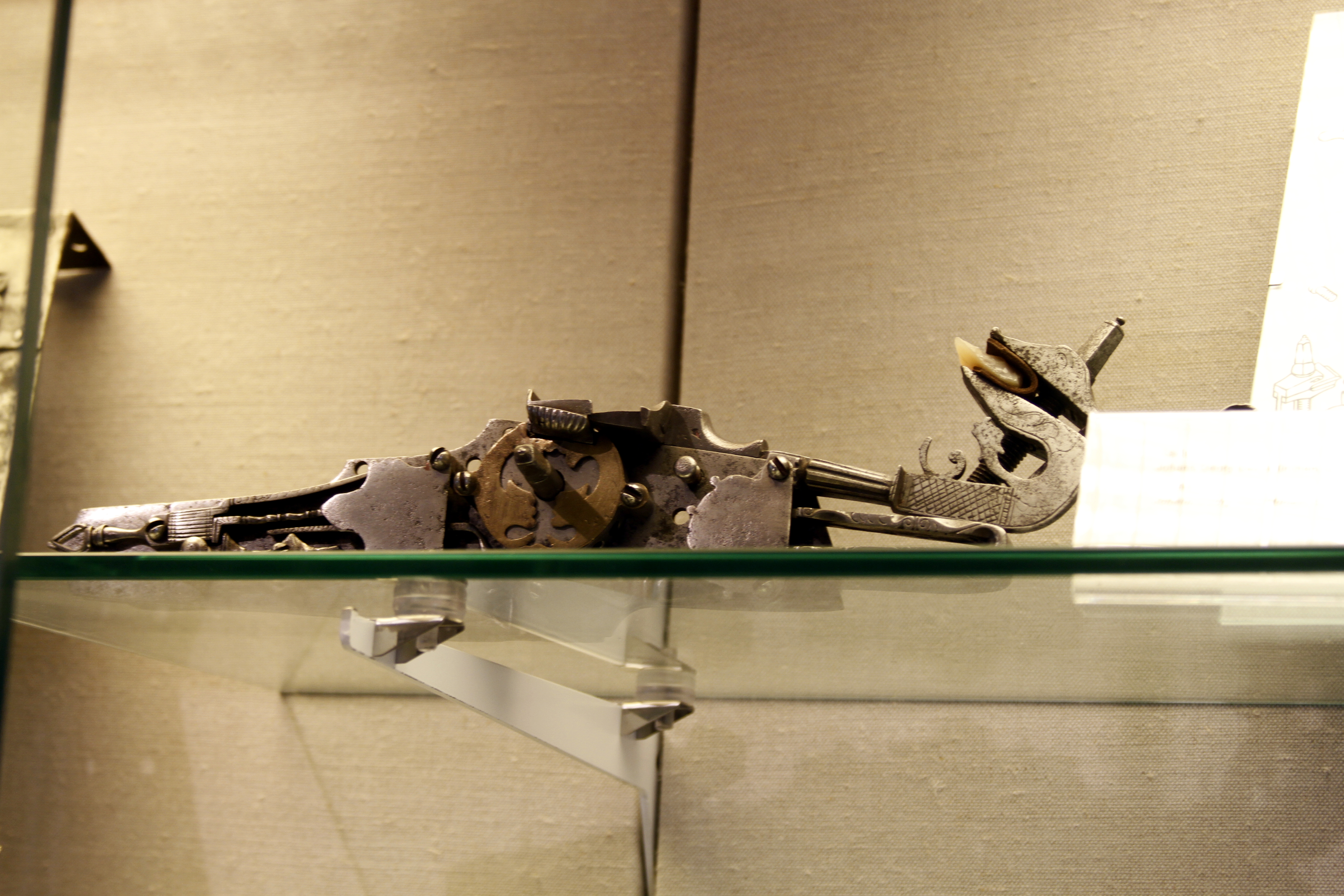
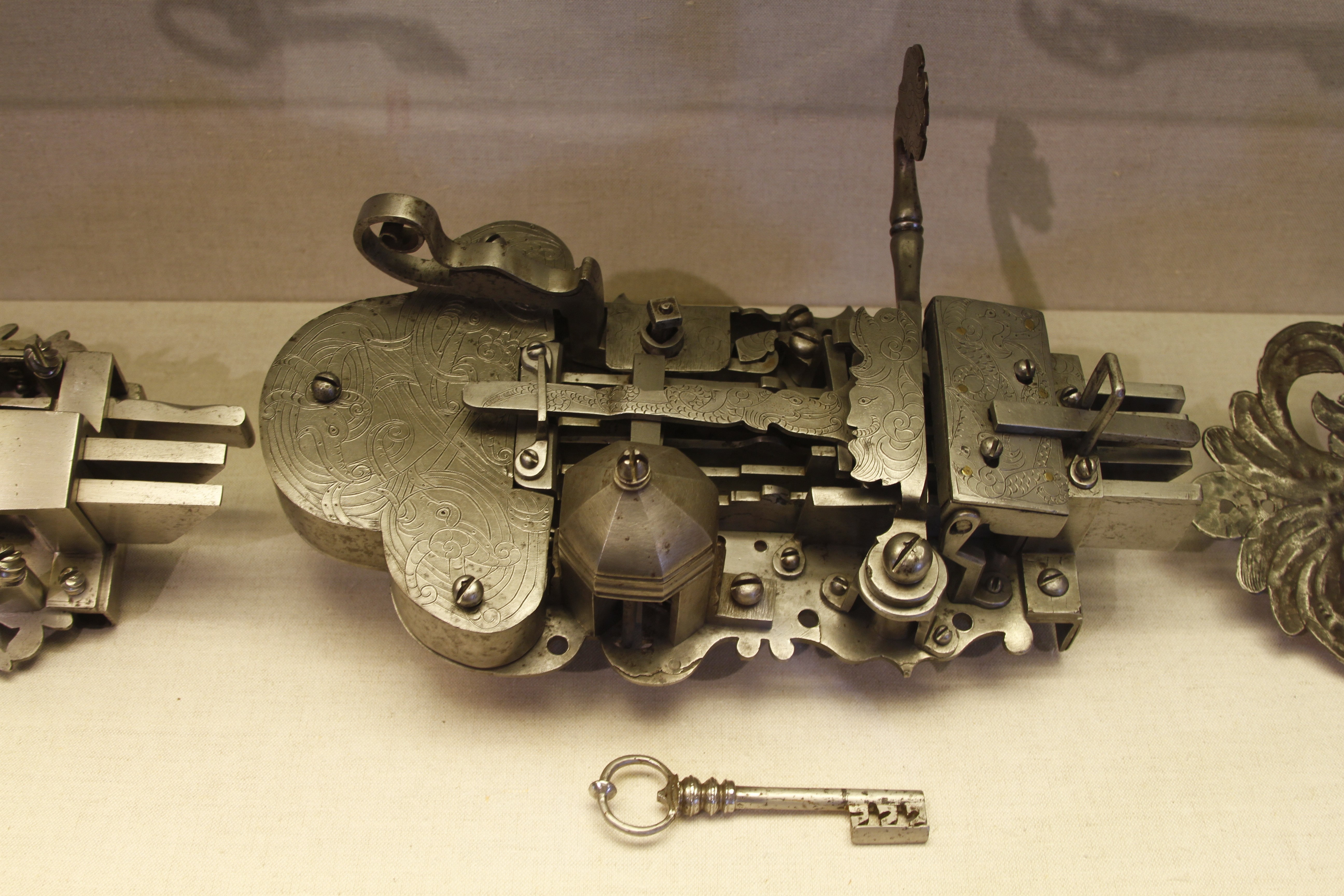
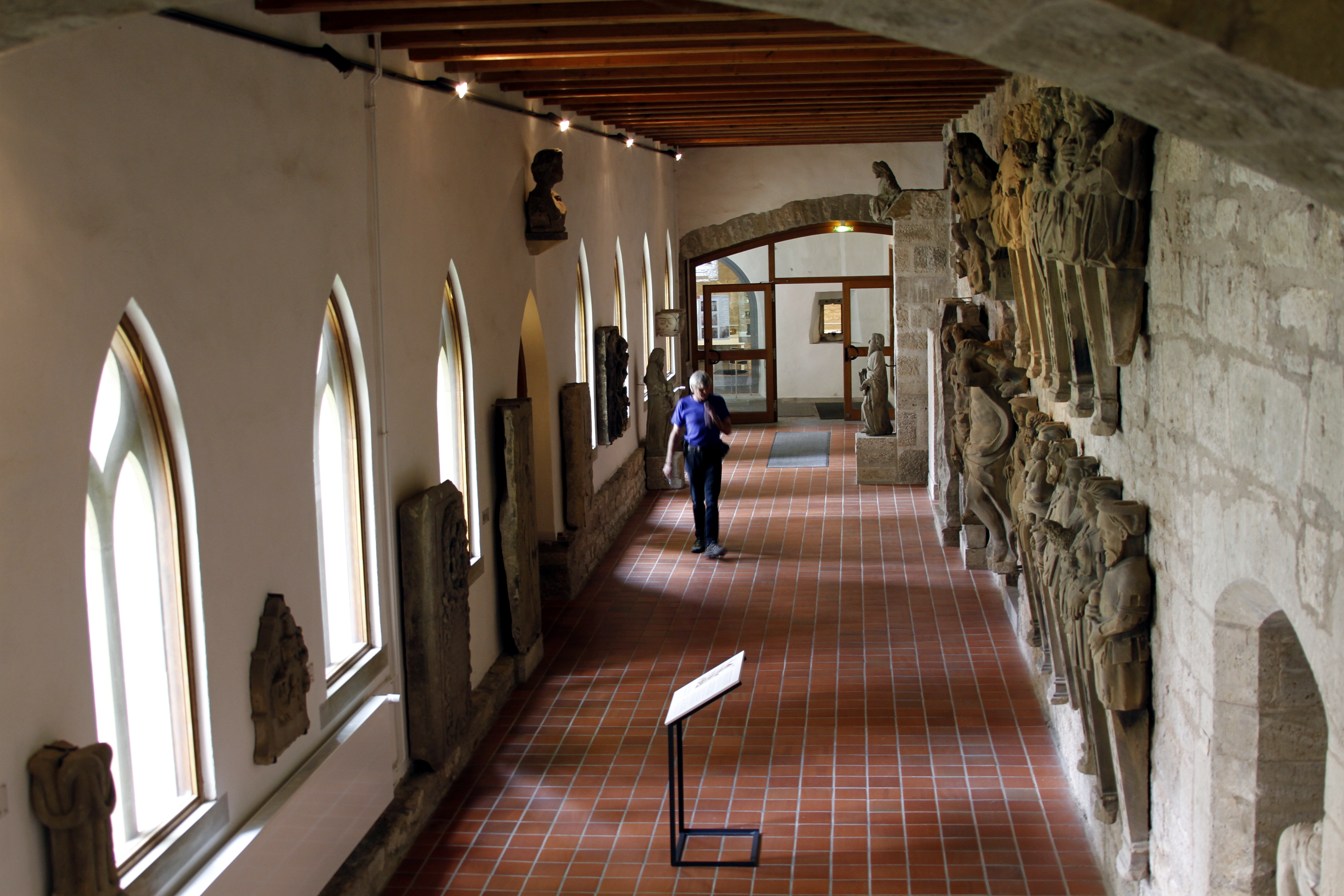
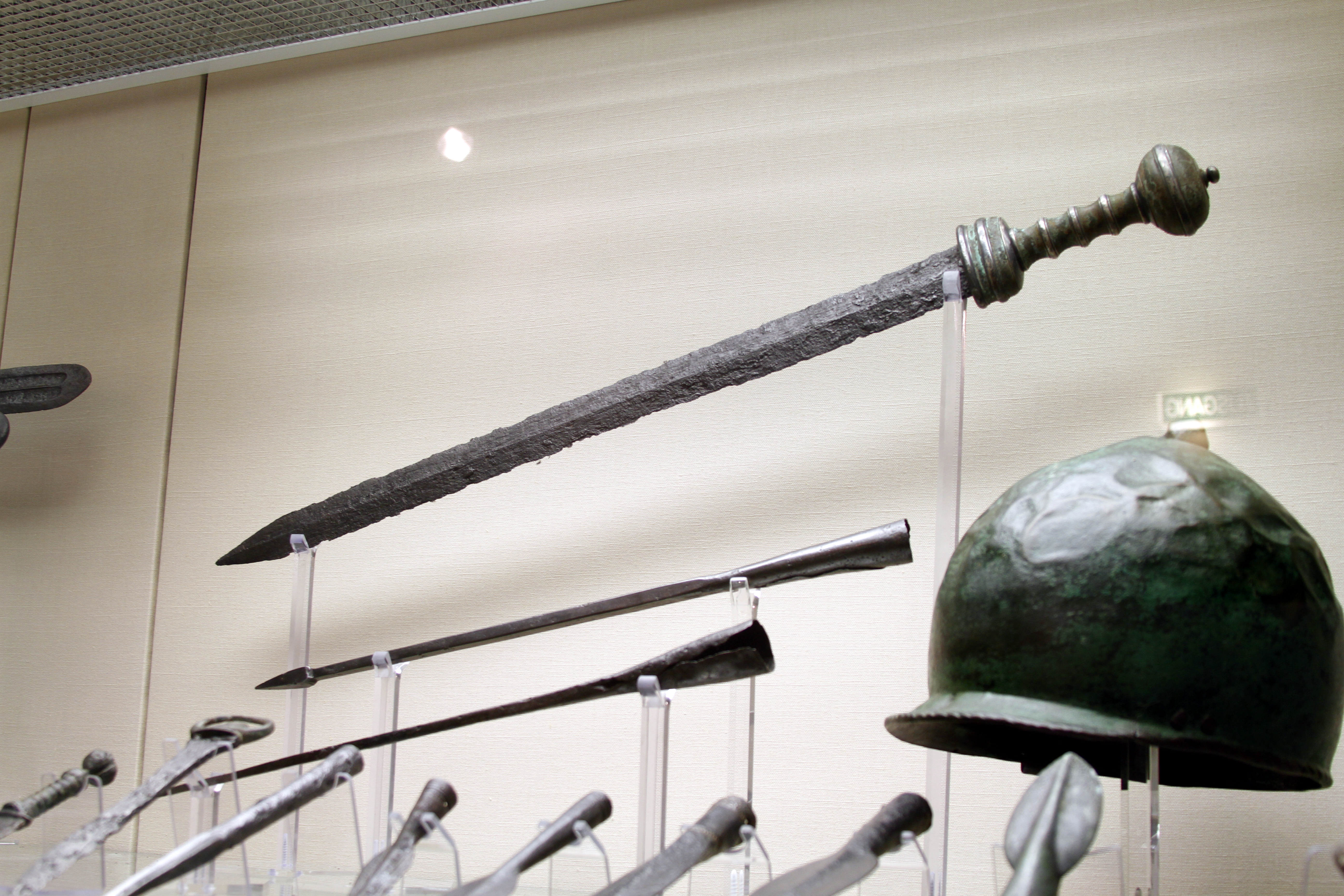
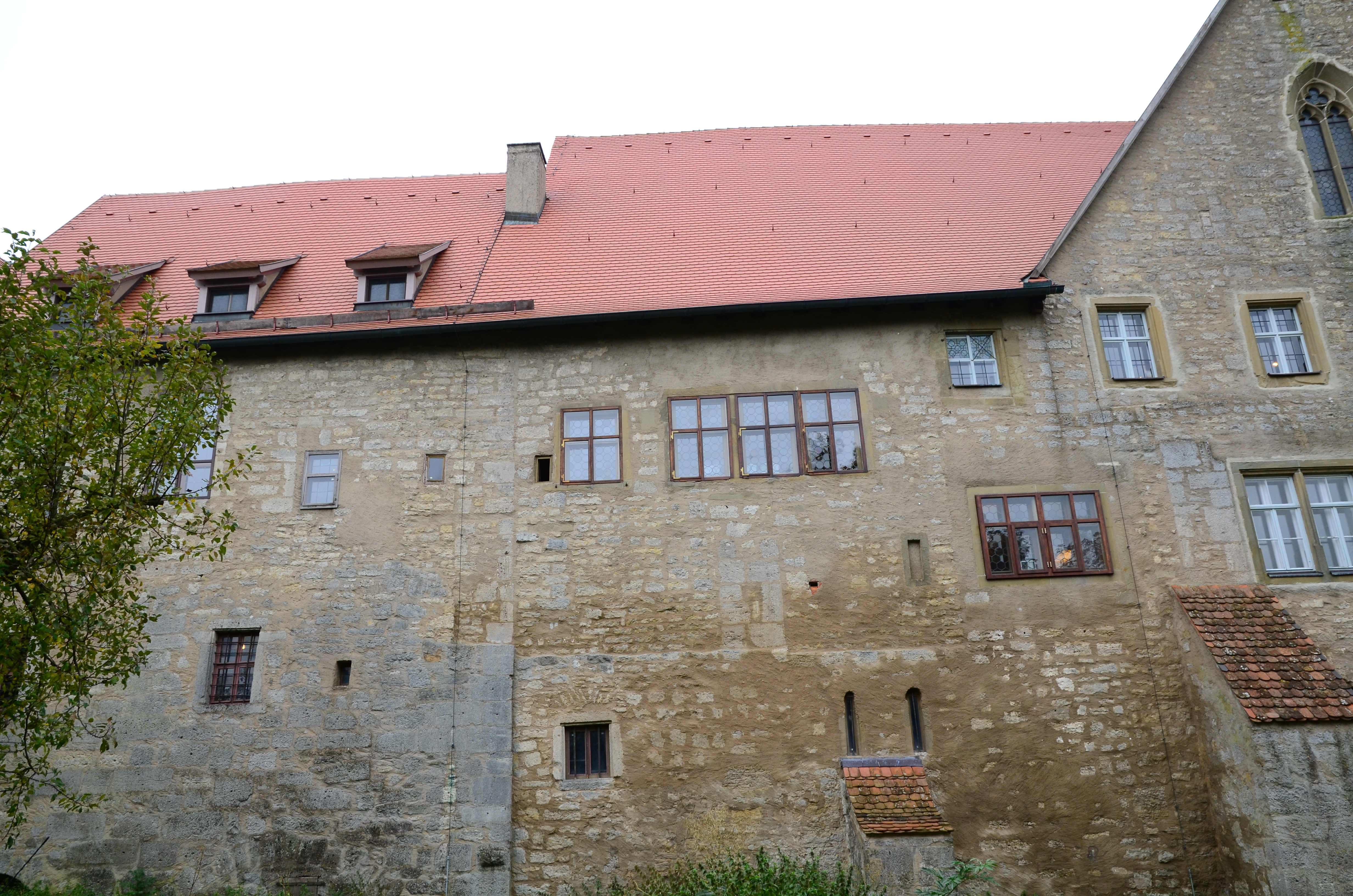
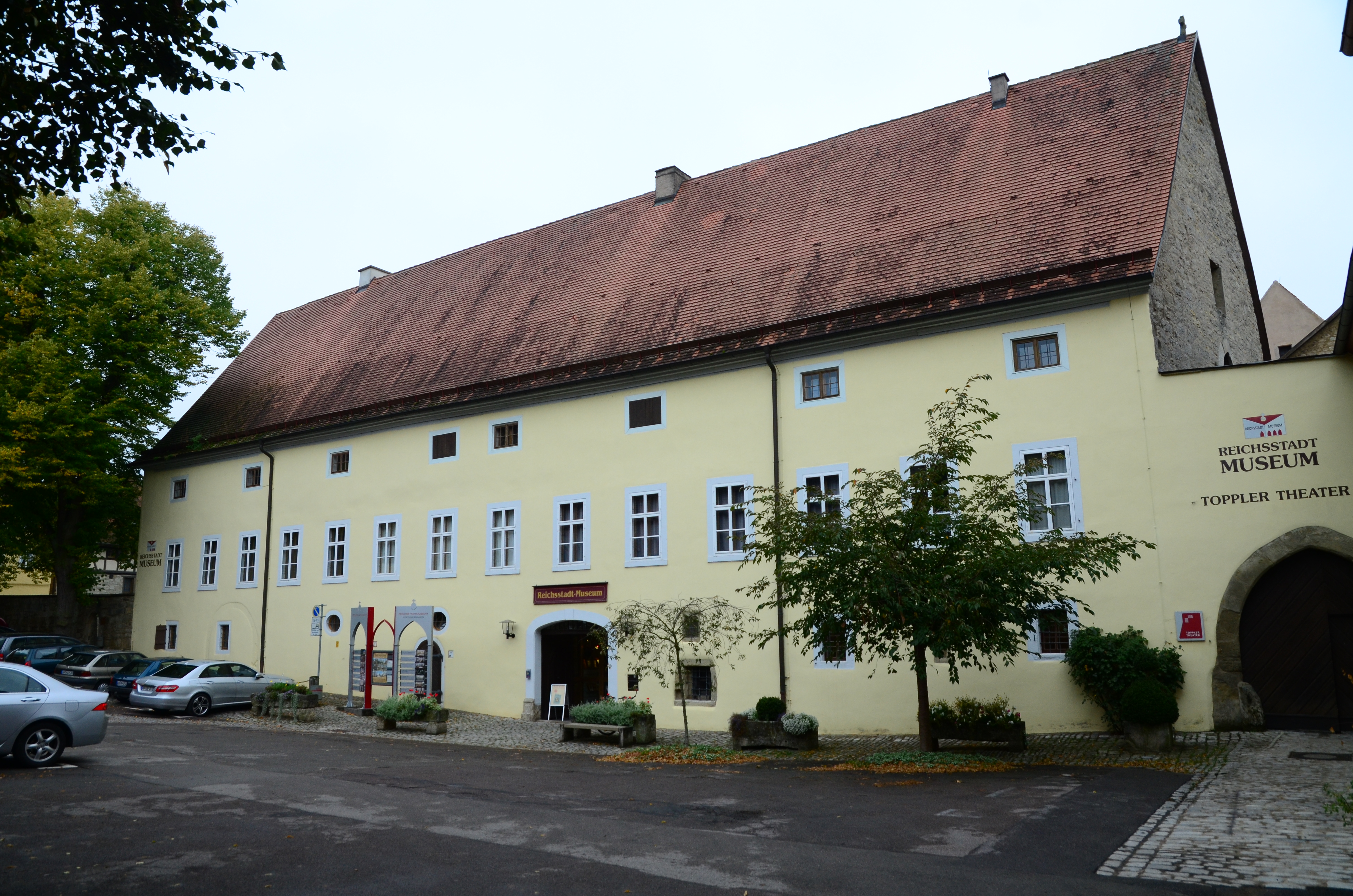
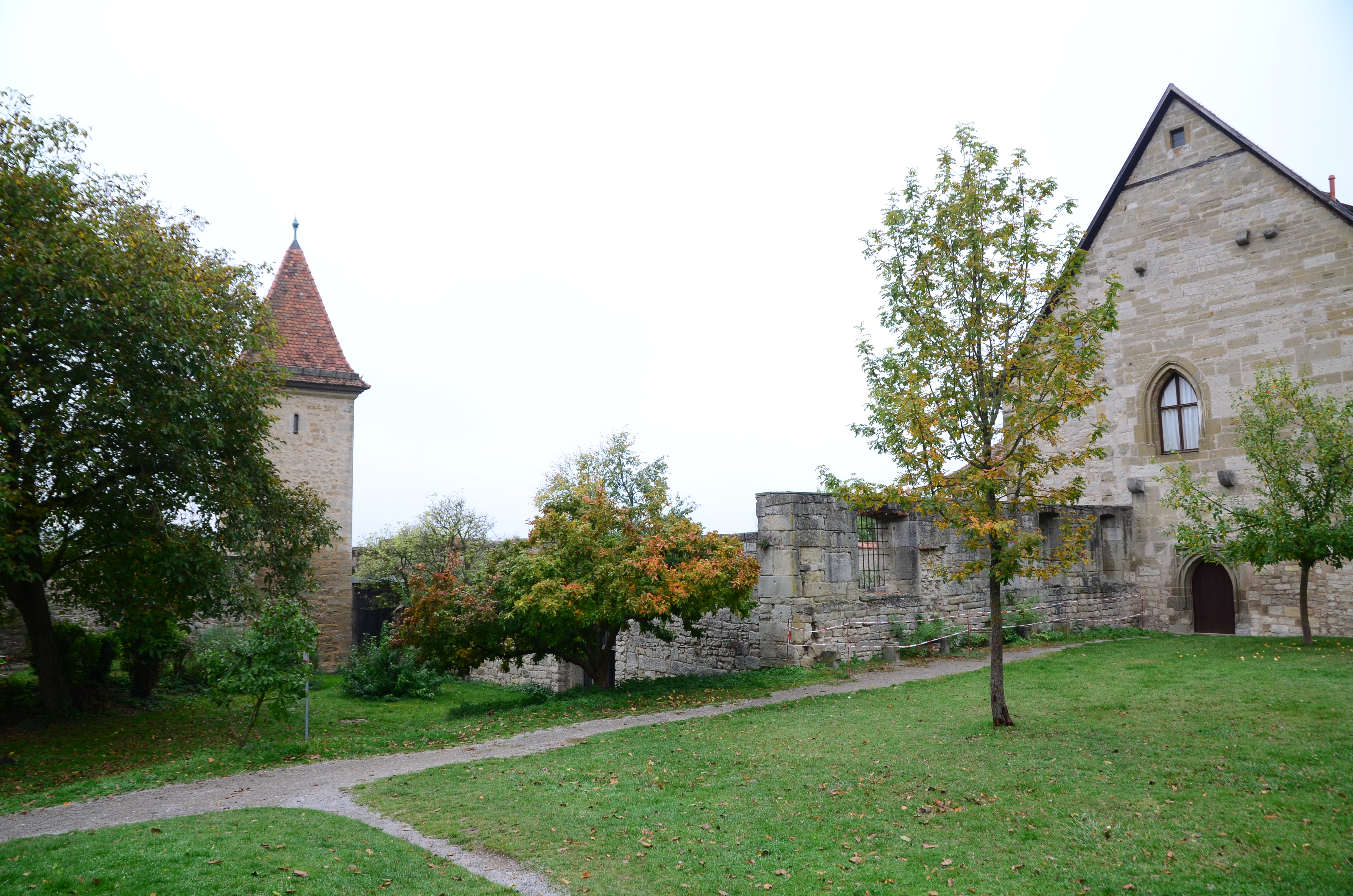
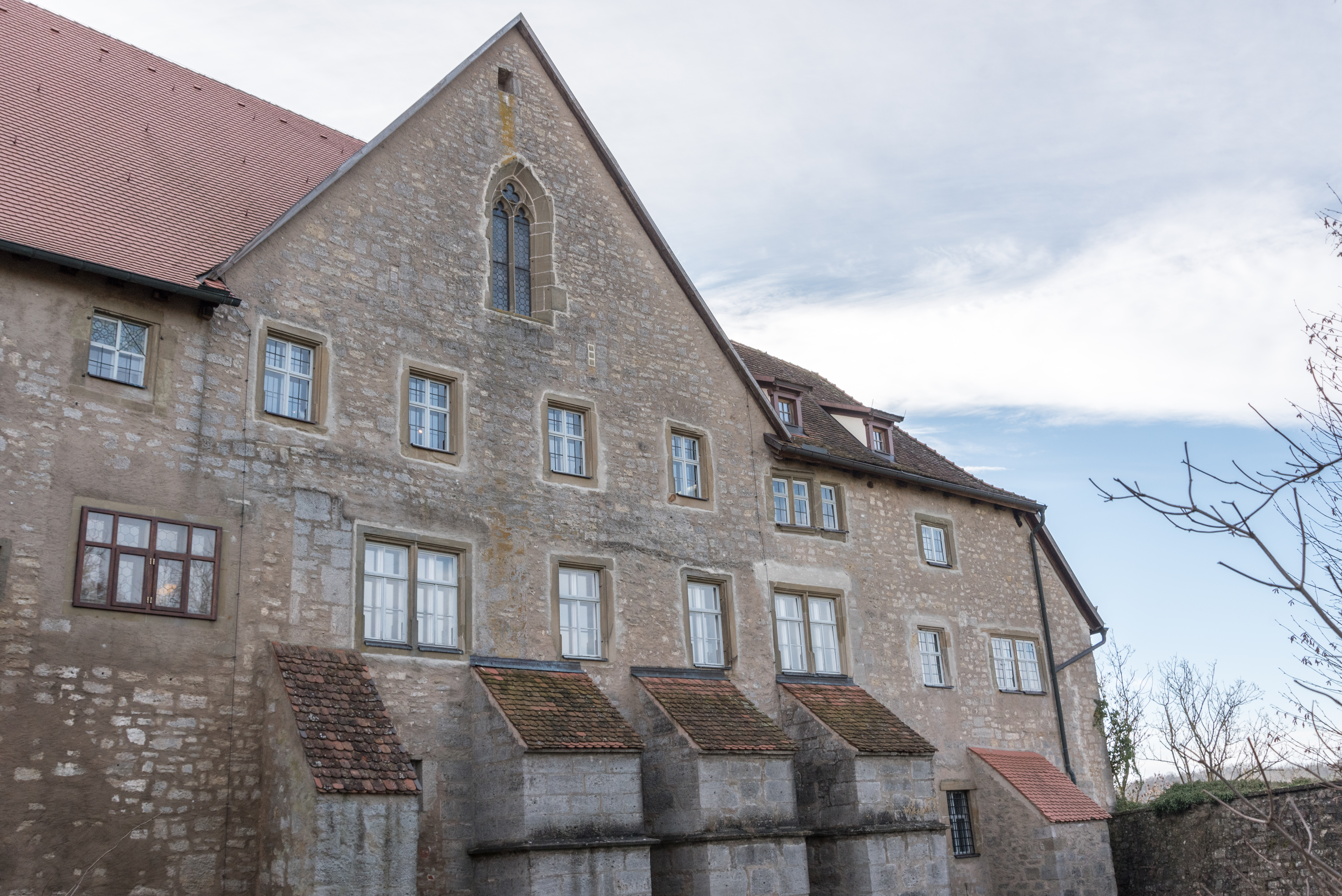
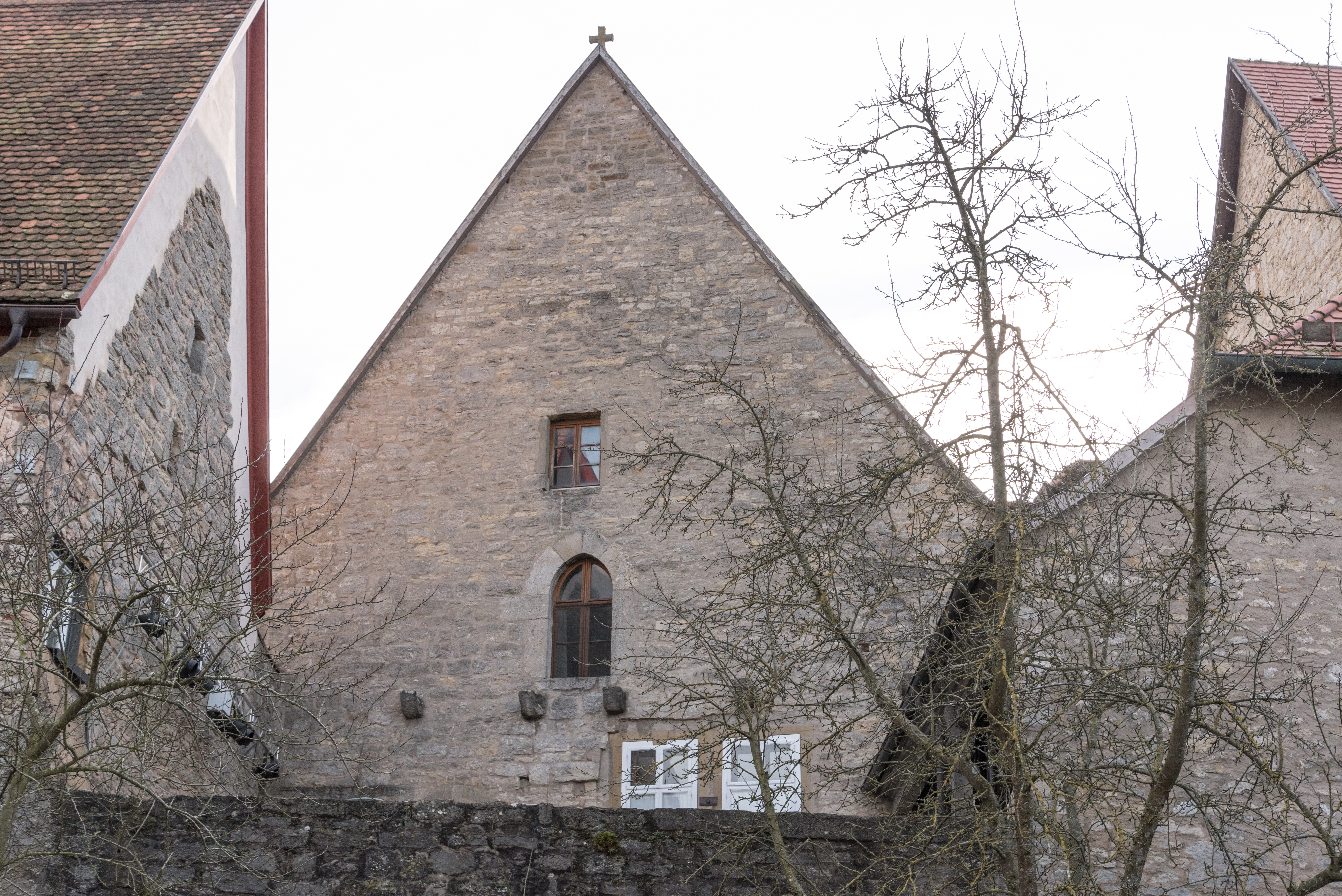
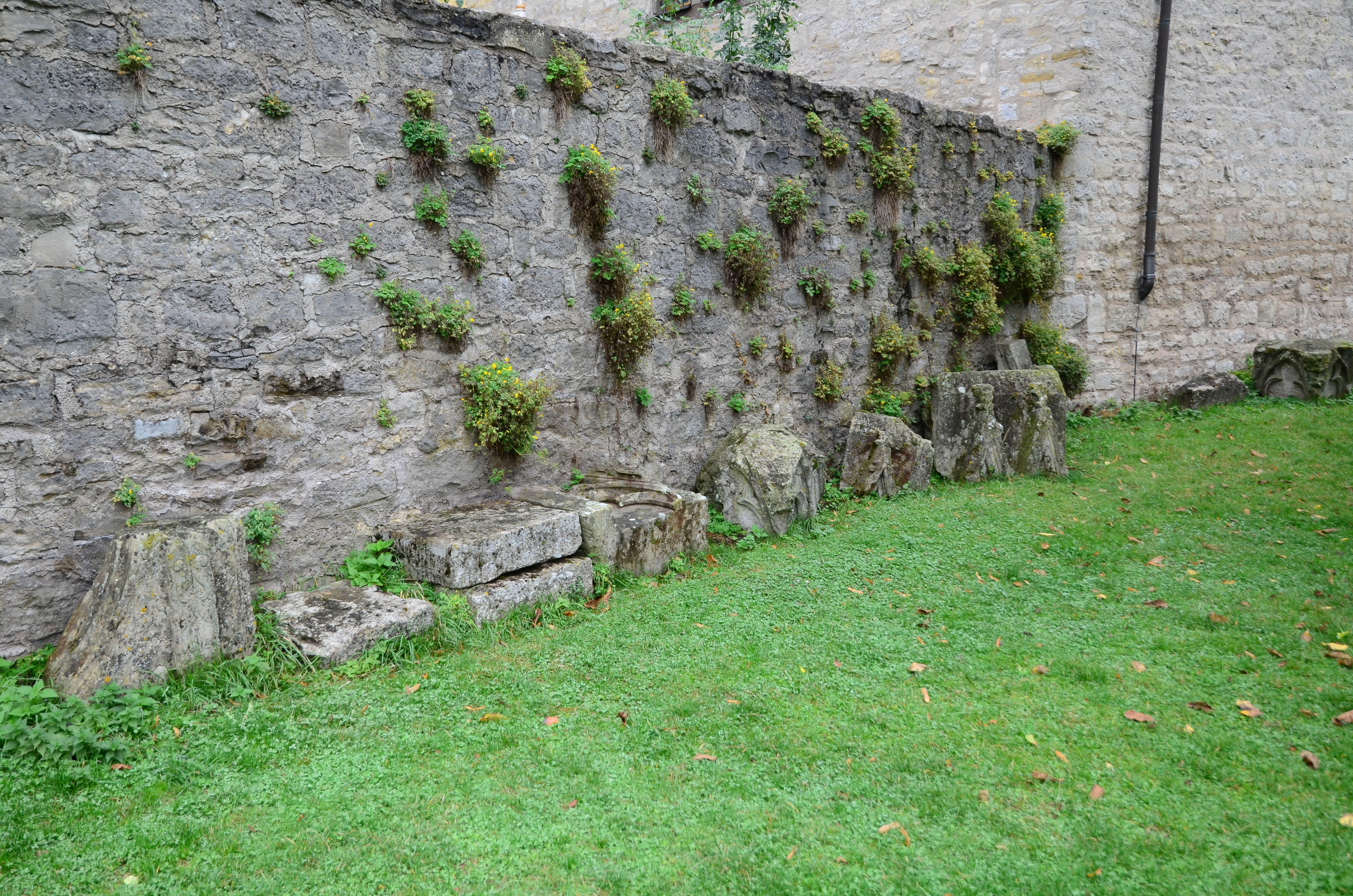

Музей посвящен истории, искусству и культуре Ротенбурга. Среди ценных экспонатов музея можно выделить коллекцию Бауманна, в которой есть фаянсовые изделия и историческое оружие, монастырская кухня, датированная XIII веком и цикл «Ротенбургские Страсти Христовы» 1494 года. Сохранилась картинная галерея, в которой хранятся произведения художников, живших в XIX веке. Есть отделение юдаики.
Фонд Баумана стал частью Ротенбургского музея в 1999 году. В числе экспонатов свыше 1000 предметов, благодаря которым видна история оружия, начиная от каменного века и до XIX века. Среди представленных экспонатов — охотничий ансамбль французской королевы Марии-Антуанетты, дуэльный пистолетный ансамбль принца Клеменца фон Меттерниха. Эти предметы были созданы семьей ЛеПейдж, которые были известны как талантливый оружейные мастера в Европе. Фаянсовые изделия представлены работами Крайльсхайма, Шрезхайма, Ансбаха.
Музей расположен на площади более 2500 метров квадратных.
Музей имперского города работает с апреля по октябрь с 9:30 утра по 17:30 утра, с ноября по декабрь с 13:00 до 16:00. В период рождественской ярмарки с 10:00 до 16:00. В январе-марте музей закрыт. В 2019 году стоимость билета для взрослого составит 6 евро, для семьи — 14 евро, для детей до 6 лет — билет бесплатный. Чтобы получить экскурсию с гидом, нужно заплатить 50 евро, и чтобы получить разрешение на фотографирование — 3 евро.